# Anchicleidochasma mirabile
Anchicleidochasma mirabile is een mosdiertjessoort uit de familie van de Cleidochasmatidae. De wetenschappelijke naam van de soort is, als Cleidochasma mirabile, voor het eerst geldig gepubliceerd in 1957 door Harmer.